# Spreco alimentare

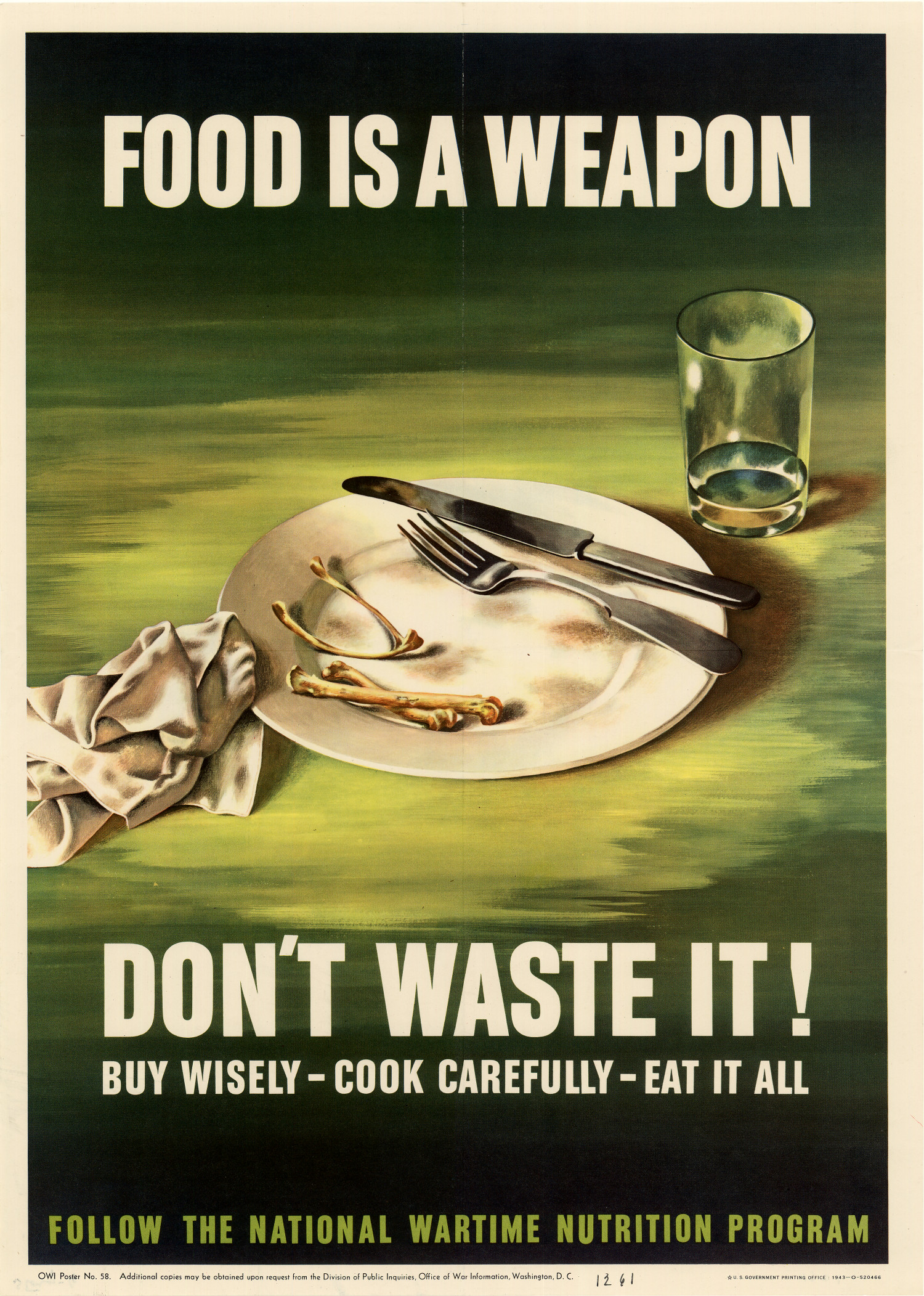
Un manifesto contro lo spreco alimentare fatto circolare durante la Seconda guerra mondiale negli Stati Uniti d'America

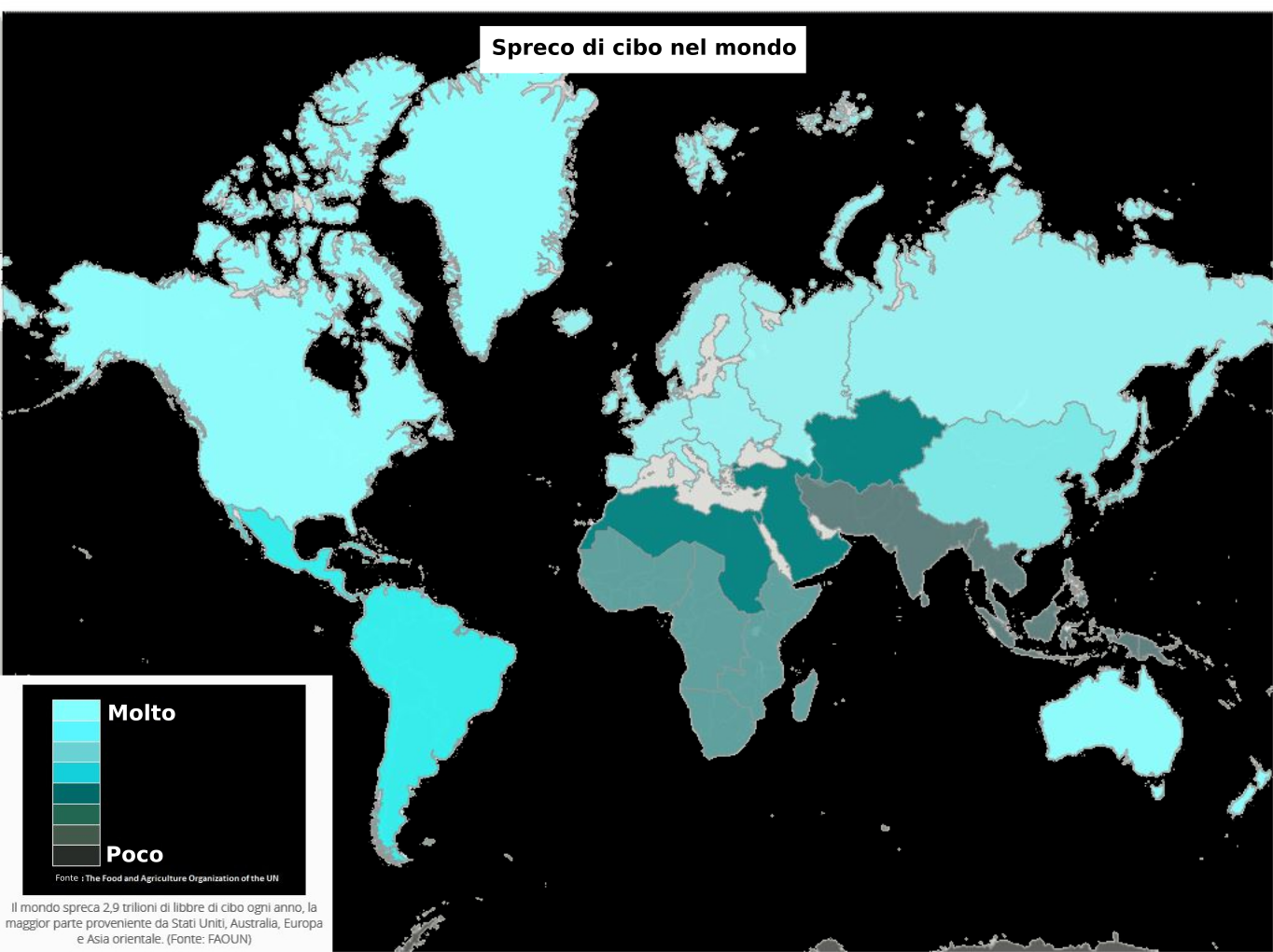
Cibo sprecato nel mondo nel 2020 (Fonte: FAOUN)

Lo spreco alimentare, noto nella letteratura internazionale come food waste, è il fenomeno della perdita di cibo ancora commestibile che si ha lungo tutta la catena di produzione e di consumo del cibo.
Si stima che, ogni anno, un terzo di tutto il cibo prodotto per il consumo dell'uomo vada sprecato. Soprattutto nei paesi ricchi, una grande parte di cibo ancora buono viene sprecato direttamente dai consumatori. Mentre un'altra grandissima parte del cibo si spreca durante tutto il processo di produzione degli alimenti. Dalla produzione agricola alla lavorazione, alla vendita ed alla conservazione del cibo.
Nei paesi in via di sviluppo infatti lo spreco alimentare domestico è quasi nullo, invece la maggior parte del cibo viene sprecato durante le fasi intermedie di produzione o per problemi di conservazione. Secondo le stime dell'Organizzazione delle Nazioni Unite per l'alimentazione e l'agricoltura (FAO) in media una persona che vive in Europa o in America del Nord spreca intorno ai 95–115 kg all'anno, mentre nell'Africa subsahariana intorno ai 6–11 kg all'anno 35% animale 20% vegetale.
In termini di impatto ambientale si tratta di un problema enorme. Le perdite di cibo e lo spreco alimentare in generale rappresentano un grandissimo spreco di risorse usate per la produzione come l'energia, l'acqua e la terra. Produrre cibo che non sarà consumato porta a sprechi non necessari di fonti fossili, largamente impiegate per coltivare, spostare, processare il cibo, insieme al metano prodotto dalla digestione anaerobica che si ha quando i rifiuti alimentari vengono buttati in discarica. Queste emissioni contribuiscono in maniera cruciale al cambiamento climatico. In quanto ad emissioni di anidride carbonica, che la FAO stima essere circa 3,3 miliardi di tonnellate di CO2 equivalente, si calcola che se lo spreco alimentare fosse uno stato, dopo Stati Uniti e Cina, sarebbe al terzo posto tra i paesi che ne emettono di più. Oltre che per le emissioni, lo spreco di cibo è responsabile di una deforestazione sempre maggiore, che porta a una grossa e inutile perdita in termini di biodiversità.
Esistono numerose possibilità di riduzione dello spreco alimentare, soluzioni e miglioramenti di tutta la catena di produzione e consumo del cibo. Dall'investire nelle infrastrutture per la conservazione post raccolta, all'aumentare la coscienza e la sensibilità dei consumatori. Il cibo che sta per essere sprecato, per esempio, può essere rediretto ad associazioni di carità che lo possono distribuire a chi ne ha bisogno. Se il cibo non è più buono per il consumo umano, può essere utilizzato come nutrimento per il bestiame e diventare così un'ottima alternativa alla produzione di mangimi per gli animali. Non coltivare cibo che verrebbe successivamente sprecato resta comunque la soluzione migliore.
Negli ultimi anni il movimento contro lo spreco alimentare e la coscienza generale riguardo a questo problema si è molto diffusa grazie alle tante associazioni ambientaliste e culinarie che hanno portato avanti campagne di sensibilizzazione e progetti per ridurre lo spreco. Alcune tra le campagne più conosciute sono le Disco Soupe e Feeding the 5000, eventi nei quali si cerca di sensibilizzare le persone dimostrando quanto cibo ancora buono venga buttato intorno a loro.

## Definizioni amministrative e normative
Il problema dello spreco alimentare è un problema emergente, molto complesso e articolato, che non comprende solo lo spreco domestico, ma tutte le fasi di produzione, lavorazione e conservazione del cibo. Molto spesso, nella letteratura scientifica, si utilizzano indistintamente i termini "rifiuto alimentare" o "spreco alimentare", problema dovuto alla traduzione dall'inglese di "waste" (che può significare sia rifiuto che spreco).
La Commissione Europea si è recentemente dotata di una definizione di spreco alimentare standard, basata sui risultati del progetto di ricerca FUSIONS:

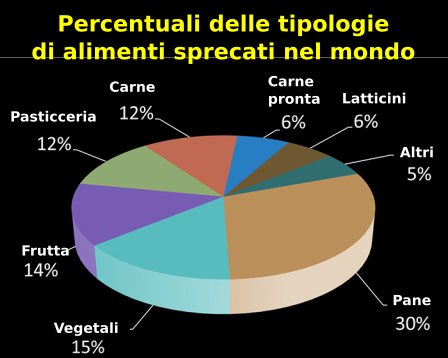
Lo spreco alimentare in un supermercato locale è stato analizzato per un periodo di un anno (dal 2015 al 2020) dall'Università di Boras. L'esperimento si conclude ad agosto 2021. La percentuale dei diversi rifiuti sprecati è mostrata nel grafico a torta.

La definizione di «alimento» di cui al regolamento (CE) n. 178/2002 del Parlamento europeo e del Consiglio comprende gli alimenti nel loro complesso, lungo l'intera filiera alimentare, dalla produzione al consumo. Per alimento si intendono anche le parti non commestibili che non sono state separate da quelle commestibili nel corso della produzione, quali le ossa attaccate alla carne destinata al consumo umano. Di conseguenza i rifiuti alimentari possono comprendere voci che includono parti di alimenti destinate ad essere ingerite e parti di alimenti non destinate ad essere ingerite.
I rifiuti alimentari non comprendono le perdite che si verificano in fasi della filiera alimentare in cui determinati prodotti non sono ancora diventati alimenti quali definiti all'articolo 2 del regolamento (CE) n. 178/2002, quali piante commestibili che non sono state raccolte. Non sono inoltre inclusi i sottoprodotti della produzione di alimenti che soddisfano i criteri di cui all'articolo 5, paragrafo 1, della direttiva 2008/98/CE, poiché tali sottoprodotti non sono rifiuti.
La definizione include quindi parti edibili (ad esempio, la carne di pollo) e non edibili (ad esempio, osso del pollo), mentre nelle applicazioni in ambito di ricerca suggerisce di effettuare sempre la distinzione tra le due frazioni, sebbene sia importante calcolare entrambe ai fini della comparazione dei dati a livello internazionale, così come proposto precedentemente dal WRAP.
Il Word Resource Institute (WRI) ha elaborato un manuale per la definizione e la quantificazione dello spreco alimentare, come frutto del lavoro di consultazione di esperti a livello globale. Sebbene le metodologie proposte da WRAP, FUSIONS e WRI siano circa simili, è ad oggi molto difficile comparare i dati prodotti dalla letteratura scientifica internazionale proprio per l'eterogeneità dei metodi che sono stati, di fatto, utilizzati (differenze nei questionari, nel campione o nelle frazioni di spreco considerate).

## Estensione del fenomeno e cause dello spreco alimentare in Italia

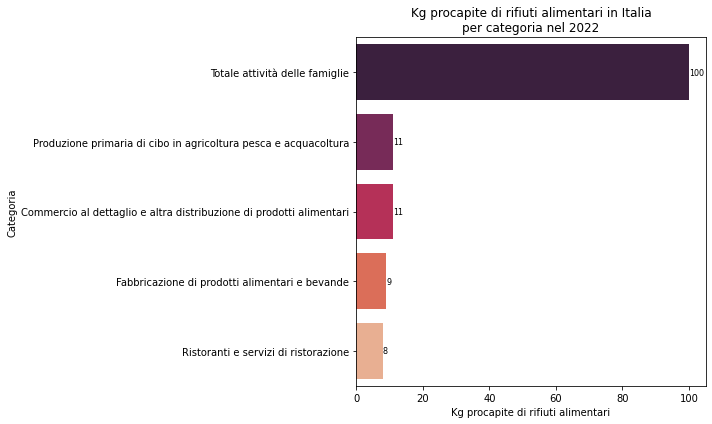
Fonte:[https://ec.europa.eu/eurostat/databrowser/view/env_wasfw__custom_12951734/bookmark/table?lang=en&bookmarkId=26d7f4d0-e780-4ee4-8a0d-17e5943acb91 Eurostat

La letteratura scientifica ha prodotto diversi lavori volti ad analizzare le cause di spreco alimentare nella filiera. Mentre nelle fasi di food loss (ovvero trasformazione e distribuzione, dove lo spreco alimentare non imputabile al consumatore) le cause sono più facilmente legate a inefficienze della filiera stessa, nelle fasi in cui si parla di food waste (ristorazione e consumo domestico, talvolta anche acquisto) le cause sono imputabili al comportamento del consumatore stesso- shopping impulsivo, scarsa capacità di gestione delle date di scadenza o dei prodotti freschi e altre.
In Italia, lo spreco alimentare domestico è stato stimato diverse volte tramite l'uso di questionari,, mentre nel 2016 sono state condotte le prime rilevazioni tramite diario dello spreco e analisi merceologica dei rifiuti, nell'ambito del progetto REDUCE, finanziato dal Ministero dell'Ambiente, della Tutela del territorio e del Mare. I report finali del progetto sono disponibili al link: https://www.sprecozero.it/2020/07/16/quanto-cibo-si-spreca-in-italia/ .
Lo spreco alimentare domestico di cibo ancora commestibile in media (non si computano, quindi, ossi, lische e bucce non edibili) corrisponde a 530 grammi a testa a settimana. Moltiplicato per il numero di componenti della popolazione italiana, lo spreco alimentare domestico ammonta circa a 1,67 milioni di tonnellate nell'anno 2017.
All'interno dello stesso progetto, sono stati quantificati e analizzati gli sprechi nelle mense scolastiche e nei super/ipermercati, su campioni di numerosità elevata.
Sebbene il questionario sia il metodo forse più rapido ed economico per analizzare le cause dello spreco, la sua capacità predittiva con riferimento alle quantità si è rivelata scarsa o controversa. Le metodologie utilizzate in REDUCE rispecchiano le metodologie di indagine richieste dalla Commissione Europea agli stati membri.
Il 19 agosto 2016 fu approvata la legge n. 166 a firma dell'on. Gadda, per la limitazione degli sprechi, l'uso consapevole delle risorse e la sostenibilità ambientale. Secondo i numeri presentati nel 2019 da Andrea Segrè (docente di politica agraria e comparata all'Università di Bologna), nei dodici precedenti in italia si sarebbero sprecati più di 15.502.335.001 euro, pari a circa l'1% del PIL, di cui quasi l'80% all'interno delle mura domestiche, smentendo in questo modo il dato pluridecennale della distruzione deliberatamente pianificata di tonnellate di cibo edibile per mantenere alti i prezzi di equilibrio fra domanda e offerta di mercato, nel prevalente interesse di grossisti e Grande Distribuzione Organizzata.

## Possibili soluzioni
Possibili soluzioni, o parziali rimedi, passano attraverso associazioni che raccolgono e ridistribuiscono il cibo avanzato da attività commerciali e case (prevalentemente curate da volontari) e applicazioni per smartphone che permettono di segnalare cibo avanzato, donarlo, mettersi d'accordo con il segnalatore per ritirarlo e altro ancora. Ad esempio la Fondazione Banco Alimentare si occupa del recupero delle eccedenze alimentari della produzione agricola e industriale e della loro ridistribuzione a strutture caritative sparse sul territorio che svolgono un'attività assistenziale verso le persone più indigenti. L'applicazione Too Good To Go, invece, permette al cliente di acquistare delle "Magic Box" con l'invenduto della giornata di ristoranti, bar e alimentari a prezzo ridotto. Invece l'applicazione Best Before, consente ai produttori di vendere i loro prodotti in scadenza, ottimizzando i costi per i consumatori e contribuendo a salvare il pianeta.

## Filmografia

### Documentari
- Just Eat It
- Theater of Life
- Affamati di spreco

### Video
- (EN, IT) Lo scandalo dello spreco alimentare: Tristram Stuart.
- The Extraordinary Life and Times of Strawberry (La straordinaria vita e tempi di una fragola).
- Food Waste. Lo spreco del cibo in Italia..
- (EN) Food wastage footprint, FAO.
- (EN) Food wastage footprint II, FAO.
- (EN) Food waste is the world's dumbest problem. Climate Lab, Vox..
- (EN) The Big Waste: Why Do We Throw Away So Much Food?, Pulitzer Center.

### Italiana
- Tristram Stuart, WASTE: Uncovering the Global Food Scandal, Penguin Books, 2009, ISBN 978-0-14-103634-2.

Ed. italiana: Tristram Stuart, Sprechi. Il cibo che buttiamo, che distruggiamo, che potremmo utilizzare, Mondadori, 2009, ISBN 88-6159-379-8.
- Giulio Vulcano e Lorenzo Ciccarese, Spreco alimentare: un approccio sistemico per la prevenzione e la riduzione strutturali  – Rapporto di sintesi, ISPRA – Istituto Superiore per la Protezione e la Ricerca Ambientale, Rapporti 267/2017, 2017, ISBN 978-88-448-0834-1.
- Elizabeth Royte, Meno spreco, meno fame. Ogni anno nel mondo viene buttato via circa un terzo del cibo, spesso per motivi estetici. Quel cibo potrebbe sfamare due miliardi di persone., in National Geographic Italia, Vol 37,3, Marzo 2016,  pp. 2-27.
- Andrea Segrè, Spreco, Rosenberg & Sellier, 2014, ISBN 978-88-7885-250-1.
- Andrea Segrè, Last minute market. La banalità del bene e altre storie contro lo spreco, collana Studi e ricerche, Pendragon, 2010, ISBN 978-88-8342-830-2.
- Andrea Segrè, Vivere a spreco zero. Una rivoluzione alla portata di tutti, collana I grilli, Marsilio, 2013, ISBN 978-88-317-1583-6.
- Andrea Segrè, Cucinare senza sprechi. Contro lo spreco alimentare: azioni e ricette, collana Il lettore goloso, Ponte alle Grazie, 2012, ISBN 978-88-6220-621-1.

### Internazionale
- (EN) FAO, Global food losses and food waste – Extent, causes and prevention. (PDF), 2011, ISBN 978-92-5-107205-9. URL consultato il 26 dicembre 2017.
- (EN) FAO, Food wastage footprint: Impacts on natural resources - Summary report (PDF), 2013, ISBN 978-92-5-107752-8. URL consultato il 26 dicembre 2017.
- (EN) FAO, Toolkit - Reducing the Food Wastage Footprint (PDF), 2013, ISBN 978-92-5-107741-2. URL consultato il 26 dicembre 2017.
- (EN) FAO, Food Wastage Footprint: Fool cost-accounting (PDF), 2014, ISBN 978-92-5-108512-7. URL consultato il 26 dicembre 2017.
- (EN) David Wylie Hall, Handling and storage of food grains in tropical and subtropical areas, Food & Agriculture Organisation, 1970, ISBN 978-92-5-100854-6. URL consultato il 21 agosto 2009.
- (EN) A. A. Kader, Increasing Food Availability by Reducing Postharvest Losses of Fresh Produce (PDF), 2005. URL consultato il 22 agosto 2009 (archiviato dall'url originale il 13 giugno 2010).
- (EN) Linda Kantor, Kathryn Lipton, Alden Manchester e Victor Oliveira, Estimating and Addressing America's Food Losses (PDF), gennaio–April 1997. URL consultato il 14 agosto 2009 (archiviato dall'url originale il 3 settembre 2011).
- (EN) Robert F. Morris e United States National Research Council, Postharvest food losses in developing countries, National Academy of Sciences, 1978. URL consultato il 24 agosto 2009.
- (EN) Akifumi Ogino, Hiroyuki Hirooka, Atsuo Ikeguchi, Yasuo Tanaka, Miyoko Waki, Hiroshi Yokoyama e Tomoyuki Kawashima, Environmental Impact Evaluation of Feeds Prepared from Food Residues Using Life Cycle Assessment (PDF) [collegamento interrotto], in Journal of Environmental Quality, maggio 2007. URL consultato il 19 agosto 2009.
- (EN) Vasso Oreopoulou e Winfried Russ, Utilization of by-products and treatment of waste in the food industry, Springer, 2007, ISBN 978-0-387-33511-7. URL consultato il 19 agosto 2009.
- (EN) D. M. Sullivan, A. I. Bary, D. R. Thomas, S. C. Fransen e C. G. Cogger, Food Waste Compost Effects on Fertilizer Nitrogen Efficiency, Available Nitrogen, and Tall Fescue Yield (PDF), in Soil Science Society of America Journal, vol. 66, January–February 2002,  pp. 154-161, DOI:10.2136/sssaj2002.0154. URL consultato il 19 agosto 2009 (archiviato dall'url originale il 24 luglio 2011).
- (EN) J. Y. Wang, H.L. Xu e J. H. Tay, A hybrid two-phase system for anaerobic digestion of food waste (PDF) [collegamento interrotto], in Water Science and Technology, vol. 45, n. 12, 2002,  pp. 159-165, PMID 12201098. URL consultato il 19 agosto 2009.
- (EN) M. L. Westendorf, Z. C. Dong e P. A. Schoknecht, Recycled cafeteria food waste as a feed for swine: nutrient content digestibility, growth, and meat quality (PDF) [collegamento interrotto], in Journal of Animal Science, 1998. URL consultato il 19 agosto 2009.
- (EN) Michael L. Westendorf, Food waste to animal feed, Wiley-Blackwell, 2000, ISBN 978-0-8138-2540-3. URL consultato il 19 agosto 2009.
- (EN) G. Porpino, Household Food Waste Behavior: Avenues for Future Research, 2016.